# 布傑姆利亞
51°39′58″N 26°58′13″E / 51.66611°N 26.97028°E
布傑姆利亞（烏克蘭語：Будимля），是烏克蘭西北部的村莊，隸屬里夫內州的薩爾內區。該村始建於1577年，面積0.79平方公里，海拔高度140米，人口575，人口密度每平方公里826.6人。